# کلاینویترسدورف
کلاینویترسدورف (به آلمانی: Kleineutersdorf) یک شهر در آلمان است که در زاله‌هلتسلاند واقع شده‌است. کلاینویترسدورف ۳۵۷ نفر جمعیت دارد.